# Nowa Niedrzwica
Nowa Niedrzwica (niem. Hermsdorf, dawniej Hersztop) – wieś w Polsce położona w województwie lubuskim, w powiecie międzyrzeckim, w gminie Przytoczna.
W latach 1975–1998 miejscowość administracyjnie należała do województwa gorzowskiego.